# On a Wing and a Prayer
On a Wing and a Prayer (bra: Fé nas Alturas) é um filme estadunidense de 2023, do gênero drama biográfico, dirigido por Sean McNamara.

## Elenco
- Dennis Quaid como Doug White
- Heather Graham como Terri White
- Jesse Metcalfe como Kari
- Caso Jessi comoMaggie
- Rocky Myers como Dan

## Produção
Em janeiro de 2021, foi anunciado que Dennis Quaid protagonizaria um filme produzido pela Metro-Goldwyn-Mayer e pela Lightworkers Media [en] e inspirado em uma história real. Em setembro de 2021, Heather Graham foi integrado ao elenco. Em outubro de 2021, foi a vez de Jesse Metcalfe ser integrado ao elenco. No mês seguinte, foi anunciado que Jessi Case seria integrado ao elenco.

## Lançamento
O filme teria agendamento para lançamento nos cinemas em 31 de agosto de 2022, pela United Artists Releasing, no entanto, foi lançado pelo serviço de streaming Prime Video em 7 de abril de 2023.

## Recepção
No site agregador de críticas Rotten Tomatoes, 16% das 25 resenhas dos críticos são positivas, com uma classificação média de 3,3/10. O Metacritic, que usa uma média ponderada, atribuiu ao filme uma pontuação de 19 em 100, baseado em 5 críticos, indicando "antipatia esmagadora".